# 再向虎山行
《再向虎山行》（英語：Tiger Hill Trail）是香港亞洲電視製作並於1983年6月首播的一齣電視劇集，由徐小明擔任監製，本劇是1980年代著名武打劇集，其後被廣東電視台引進到中國內地播放，一如《大俠霍元甲》、《陳真》等武打劇集，風靡中國大陸, 劇情更是耳熟能詳，此劇亦曾被中國內地電視台重拍。
故事以民國初年為背景，講述武林中人與南都會的鬥爭，該會由前清太監組成，目的在恢復滿清皇朝。劇中的武林中人常說：「南滄海，北鐵山，一岳擎天絕世間。」是觀眾印象深刻的語句。

## 演員表
- 董驃 飾 容滄海
- 張錚 飾 姜鐵山
- 米雪 飾 姜文英
- 梁小龍 飾 姚立中
- 黎漢持 飾 紀青雲
- 伍衛國 飾 容寬
- 林迪安 飾 柴如化
- 楊家安 飾 容大統
- 李影 飾 李夢影
- 江濤 飾 安德
- 劉一帆 飾 李擎天
- 徐二牛 飾 林若飛
- 李岡 飾 鴻泰
- 許堅信 飾 鴻圖
- 徐寶鳳 飾 容融
- 司馬華龍 飾 容成
- 曹達華 飾 苗一岳
- 斑斑 飾 歐陽雪
- 劉緯民 飾 山本次郎
- 蔡國慶 飾 嚴森
- 黎宣 飾 陳素娟
- 郭錦華 飾 苗玉娘
- 凌禮文 飾 張春霖（張師長）
- 曾健明 飾 王副官
- 黃一飛 飾 陳副官
- 蕭山仁 飾 徐副官
- 黃登林 飾 麻大煩
- 阮令濤 飾 麻小煩
- 梁少松 飾 高超
- 李壽祺 飾 林廳長
- 凌漢 飾 呂廳長
- 黃冬婷 飾 阿香
- 陳中堅 飾 蔡軍長
- 梁漢威 飾 李軍長
- 黃植森 飾 加山朗
- 吳回 飾 添叔
- 李月清 飾 添嬸
- 蔡倩兒 飾 柴如化妻
- 麥天恩 飾 專員 (軍火運輸人)

## 外部連結
- 再向虎山行簡介 （页面存档备份，存于）
- 再向虎山行-百度百科